# Margaret Jane Mussey Sweat

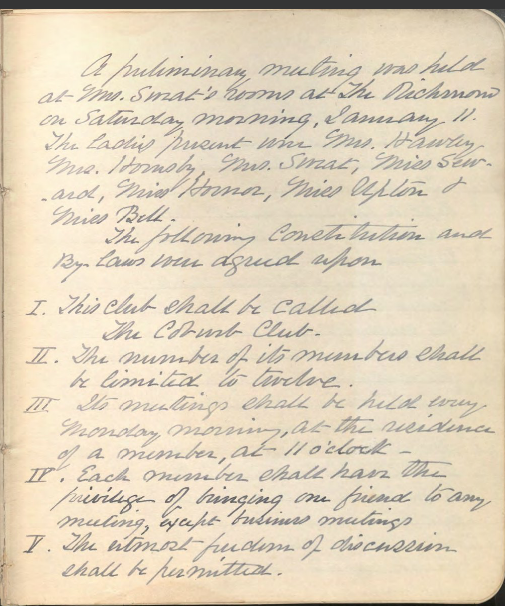
Les 5 premiers commandements du Cobweb club

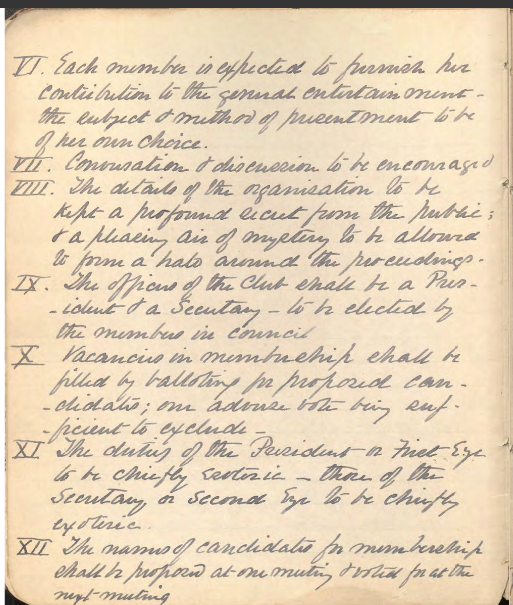
Commandements 6 à 12 du Cobweb club

Margaret Jane Mussey Sweat (1823-1908) est une autrice et poétesse américaine, réformatrice de Portland, dans le Maine. Elle est connue pour avoir écrit le premier roman américain lesbien, Ethel's love life (La vie amoureuse d'Ethel)

## Biographie
Sweat fréquente l'école publique de Portland et l'école latine Roxbury.
Elle épouse  Lorenzo De Medici Sweat à l'âge de 26 ans en 1849 et commence à écrire un journal. Son mari est juriste, diplômé du Bowdoin College et sert dans la chambre des représentants au Sénat des États-Unis et du Maine. Leur maison, connue comme le Manoir Sweat, fait partie du Museum d'Art de Portland. Les Sweats voyagent partout dans le monde. Elle parle couramment le français, l'allemand, l'italien et le russe. Margaret Sweat est passionnée par la philanthropie; elle lègue sa maison et une somme  de 100 000 dollars à la  Société de l'Art de Portland afin de construire un bâtiment adjacent à sa maison pour le musée. Nombre de ses dons sont destinés au Bowdoin College, où son mari et son père, John Mussey, ont obtenu leur diplôme. Poétesse, journaliste et autrice, Sweat écrit le premier roman américain lesbien, La vie amoureuse d'Ethel.
Sweat aime l'équitation et le théâtre. Elle regrette l'absence d'un théâtre de premier ordre dans sa ville. Elle ne manque pas une seule représentation dans les théâtres locaux. Quand elle n'est pas au théâtre elle se rend à des expositions, des concerts, des opéras et des conférences. Elle soutient les femmes actives dans ce domaine en les invitant chez elle et les entretenant. Elle garde sa maison ouverte pour toute personne. Sweat aime cuisiner : elle écrit son propre livre de recettes, et prépare des repas, surtout le dimanche pour servir une dizaine de couples invités. Elle a parfois beaucoup d'invités avec sa pratique de porte ouverte. Un dîner habituel consiste en " soupe de tomate, saumon grillé avec une sauce à base d'œufs, agneau bouilli, poulet rôti, jambon, salade de homards, pommes de terre, crème anglaise, fraises et glace à la vanille, charlotte russe, café, et champagne".
Après 1900, sa vie est organisée ainsi : de juin au début de l'automne elle demeure à Portland, dans le Maine; de la fin de l'automne au début de l'hiver elle est dans l'État de Washington, et elle passe l'ensemble de l'hiver et du printemps à voyager de par le monde. Margaret Sweat débute ses voyages par la vérification des conditions requises pour le voyage. Sa liste comprend: 
"thé vert, allumettes, cuillère à café, couteau, tasse, miroir de poche, ficelle, et Etna. Le thé froid est la meilleure boisson lorsque l'on voyage, suivi par le bordeaux et l'eau. Des sangles de cuir pour nouer les châles et les pèlerines. arnica et laudanum."
Durant les étés à Portland, elle assiste aux représentations du théâtre Gem, à des pique-niques sur le cap Elizabeth (dans le Maine) et des excursions en montagne. Elle fréquente la haute société. Elle rencontre la femme d'Alexander Graham Bell et assiste à une conférence de Susan B Anthony. Étonnamment elle ne l'apprécie pas vraiment, et décrit la prestation de Susan Anthony comme terne. Elle patronne également au sein de divers cercles sociaux. Elle est souvent décrite comme une chantre de mouvements réformateurs, dont le mouvement en faveur des suffrages féminins. Depuis 1866, elle est vice-présidente pour le Maine de l'association des dames du Mont Vernont. Elle est également active dans des associations de femmes telles que le Cobweb club et le Chimney Corner Club.

## Autrice et poétesse
Margaret Sweat est une autrice, poétesse et journaliste. Elle est la première femme critique de livres en Nouvelle-Angleterre. Elle bénéficie de citations positives dans les médias et ses critiques utilisent souvent le terme "prudy". Sweat est associée avec d'autres écrivaines du Maine, comme Elizabeth Oakes Smith, Sarah Payson Willis (Fanny Fern) and Elizabeth Akers Allen. Les publications de Swaet sont réunies dans la collection des femmes écrivaines à l'université de la Nouvelle Angleterre dans le Maine.
Sweat publie une chronique hebdomadaire dans un journal de Portland appelé la correspondance d'Augusta. Cette chronique est un rapport à jour à propos des sessions législatives et les troupes de la guerre civile. Elle contribue à The North American Review, et est l'une des trois femmes éditant la revue.  The North American Review  est toujours publiée en 2017. Quelques-unes de ses œuvres apparaissent dans la revue : son premier article  Ethel's Love-Life (La vie amoureuse d'Ethel)  est publié en 1856, suivi par Highways of Travel, or A Summer in Europe (Boston, 1859).     

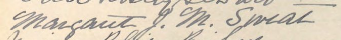
La signature de Margaret Sweat dans le journal du Cobweb Club

### Choix de publications
- Hither and Yon (Privately Printed, 1901)
- Highways of Travel; or A Summer in Europe (Boston: Walker, Wise and Company, 1859)
- Drift Weed (1856)
- A Fortnight in St. Petersburg (1899)
- Ethel's Love Life (New York: Rudd and Carleton, 1859)

### Controverse à propos deEthel’s Love Life
Margaret Sweat est surtout connue pour avoir publié le premier roman lesbien en Amérique intitulé Ethel’s Love Life. Il est publié en 1859 et plus de 100 copies sont vendues le premier jour. Elle écrit le roman en guise de test pour une théorie sociale. Son roman comprend les bases de l'expérimentation radicale américaine avec la passion de la liberté. Avec les thèmes lesbiens abordés, le roman suscite des tensions. 

Sur la page intérieure Sweat écrit:
"S'il y a une once de vérité dans ces pages, elle s'affirmera d'elle-même sans assistance et sans explications. S'il y a une quelconque force d'expression dans ces mots, elle parlera aux cœurs qui la reconnaitront, et s'il y a un quelconque charme sous cet énoncé, il repose aux pieds de celles et ceux qui l'accueillent avec bienveillance."

Margaret Sweat et Elizabeth Stoddard s'écrivent 55 lettres au début des années 1850s.  Les critiques littéraires pensent qu'elles éprouvent des sentiments l'une pour l'autre. Les critiques contemporaines pensent que Sweat avait une expérience lesbienne personnelle, ou était une observatrice proche de personnes lesbiennes. D'autres pensent que Stoddard était homosexuelle et souhaitait recevoir l'aide de Sweat. En tant qu'autrice Sweat souhaie qu'Ethel, le personnage principal du roman, parle dans un langage passionné et sensuel. Cette rhétorique romantique inclut deux personnages féminins Lenora et Claudia, qui ont des liens étranges et irrévocables. Swet décrit des sentiments entre femmes qui sont considérés comme plus pieux et plus purs que ceux des hommes. Elle prétend que les relations intimes entre femmes sont une sorte d'initiation aux relations hétérosexuelles. Les maris laisseraient leur lit conjugal pour permettre aux femmes de rester plus longtemps ensemble.
Sweat pense que les rôles de genre doivent être redéfinis pour inclure toutes les identités, et pas seulement les hétérosexuelles. Par exemple, la sexualité féminine n'est pas selon elle liée uniquement à la reproduction . Sweat pense que la tolérance sociale a baissé, et que l'opinion sociale sur l'homosexualité est déviante et chaotique. L'idée d'une divergence par rapport à la normalité est perçue comme corrompue et fausse. Sweat prétend que l'urbanisation, l'immigration et l'industrialisation sont les trois composantes qui expliquent les vues sociétales sur ces sujets. Le roman fait prendre conscience à son lectorat des composantes érotiques des relations entre personnes du même sexe. Des indications de lesbianisme dans le roman aurait été ignorées à l'époque, mais aujourd'hui le roman est considéré potentiellement comme un ouvrage érotique lesbien. Durant la période victorienne on n'a pas d'indication qu'il y a eu une controverse sociale ou littéraire.

### Agendas
Margaret Sweat consigne toute sa vie dans  un carnet, journal intime ou poème et ne manque pas une journée.  L'ensemble de ses entrées sont écrites en écriture cursive. Elle est connue pour ce journal, et y rapporte tous ses voyages et ceux de son mari. Sweat écrit tous les jours "pour la discipline de l'esprit" Elle communique avec elle-même par le biais de son journal intime et journal de bord. Les jours où rien de particulier ne se passe, elle écrit simplement  "de même". Cette formulation apparait parfois pendant cinq jours d'affilée. Sweat consigne la météo, les activités journalière de ses proches, et l'actualité. Les entrées concernent souvent les spectacles d'opéra ou de théâtre où elle s'est rendue et qu'elle apprécie. Elle garde certains des tickets en souvenir. Sweat n'écrit pas beaucoup sur elle-même, ses journaux se concentrent sur d'autres personnes. Elle garde des informations personnelles également, comme les dates importantes tels que les anniversaires, les rencontres au club, et les dates historiques. Elle retranscrit également les commérages qu'elle entend auprès de ses amis et son public. Elle apprécie le fait de pouvoir connaître autant d'informations. Elle conserve les articles concernant les personnes qu'elle connait. Elle corrige les articles écrits à propos de son mari comme s'ils étaient erronés ou ne correspondaient pas à son niveau littéraire. Sweat participe à des déjeuners, c'est une de ses activités favorites durant la journée. Son sens de l'humour est évident dans ses journaux.
La première entrée de son journal est le mardi 30 octobre 1849, jour de son mariage. Elle décrit la cérémonie de mariage, et comment elle modifie les vœux de mariage, ce qui est considéré comme très audacieux à cette époque. Quand elle voyage, elle note le nombre de kilomètres parcourus et le nombre de lettres qu'elle reçoit à chaque voyage. Par exemple, elle parcourt 24 000 milles en 1858. Sweat consigne ses problèmes de santé  ainsi que ceux de son mari. Elle décrit souvent ses symptômes mais échoue à produire un diagnostic ou donner un sens à ses maux. Elle n'aime pas aller chez le médecin. Sweat pense être à l'abri de la dépression, à laquelle presque toutes les femmes à cette époque sont sujettes. Sweat mentionne qu'elle ne se sent pas bien la plupart du temps. Elle tombe malade, durant quelques-uns de ses voyages à l'extérieur du pays. Elle prend de l'opium belladona au quotidien. À un moment de sa vie, les médecins veulent la placer dans un asile, mais son mari refuse car elle n'est pas d'accord. Sweat tient son mari en haute estime. Elle ne le mentionne pas beaucoup dans ses journaux, mais quand elle le fait c'est avec affection. Elle utilise des surnoms d'animaux domestiques pour le qualifier et décrit à quel point elle l'aime. Quand son mari meurt, ses entrées se font plus nombreuses. Elle se sent seule durant les dix ans où elle lui survit.

## Le Club De Washington

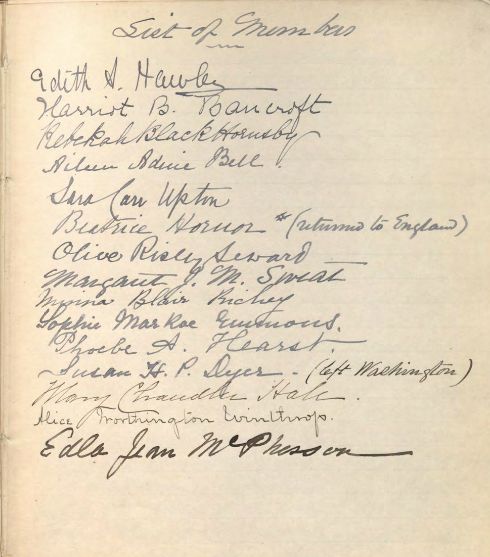
Les signatures des 12 membres du Cobweb club

### Cobweb club
Sweat  organise le Cobweb Club en 1890. Ce club est  l'un des tout premiers clubs de femmes effectifs. Les femmes ont décrit le club comme une "un club littéraire pour femmes prestigieuses"  Les actes de constitution du club stipulent que "la plus grande liberté d'expression doit être préservée. La conversation et la discussion sont encouragées." Ce club est devenu le noyau du Club de Washington, des années plus tard. Avec douze membres, le club a douze commandements que toutes les membres doivent suivre. Le club n'a jamais augmenté en nombre ni diminué. Il est organisé de manière non conventionnelle et ne dure que quelques années. Les réunions ont lieu tous les lundis à 11 heures chez l'une des membres. Les sujets controversés abordés lors de ces réunions concernent uniquement la culture et les loisirs; souvent  les membres  préparent ou lisent un article sur une question ou un sujet qu'elles estiment nécessaire de discuter et présentent aux membres du club. Contrairement à beaucoup de femmes qui sont confinées à leur domicile pour prendre soin de la maison et des enfants, Sweat et les femmes à ses côtés qui sont éduquées, participent à de nombreux clubs. Sweat est blanche de classe moyenne, ainsi que la majorité de ses amies, ce qui lui donne la possibilité de participer à des activités sociales. En fondant ce club, les femmes étaient intellectuellement stimulées et conduites progressivement à la réflexion. La mobilité sociale au sein du Cobweb Club et sa notoriété est ce qui cause du ressentiment dans le public. Les femmes de ces clubs sont éduquées et peuvent défendre leurs opinions elles-mêmes : leurs voix sont entendues.

### Le Washington Club
Le Cobweb Club est à l'origine un petit club privé qui devient plus tard ce qui est maintenant connu sous le nom de Club de Washington. Mme Lee, veuve de l'Amiral Willis Auguste "King" de Lee, est  la Présidente du Club de Washington. Les femmes élargissent leur groupe à travers des cercles littéraires, et à l'intérieur de ces cercles elles connaissent beaucoup de femmes. Les membres peuvent lire des passages et des essais ensemble, ou, une personne est chargée de rédiger un essai et de le partager avec le groupe. Sweat apprécie particulièrement les présentations concernant l'art. Elle aime le théâtre et les discussions sur ce sujet. Des activités d'escrime sont proposées aux membres du groupe.  Margaret Sweat  décrit la différence entre un club de femmes et d'hommes : 
"au début, personne ne pensait à faire du club un centre littéraire, mais voilà juste la différence entre un club d'hommes ou de femme; pour le  premier le club est un lieu de loisirs et pour la dernière, il doit être un lieu de culture pour soi dans une direction ou une autre."